# Абрамовка (Пермский край)
Абра́мовка — деревня в Кочёвском районе Пермского края. Входит в состав Большекочинского сельского поселения. Располагается северо-восточнее районного центра, села Кочёво. Расстояние до районного центра составляет 24 км. По данным Всероссийской переписи населения 2010 года, в деревне проживало 20 человек (11 мужчин и 9 женщин).

## История
По данным на 1 июля 1963 года, в деревне проживало 148 человек. Населённый пункт входил в состав Большекочинского сельсовета.